# STORY CHAT
STORY CHAT（ストーリーチャット）は、2019年2月に株式会社STEKKEYから公開されたチャットボットサービス。

## 概要
このチャットボットはAIではなく、プロの作家が手掛けている。ストーリー仕立てにすることで訴求力を強化している。ユーザーに最適な「伝え方」「読みやすさ」を追求した設計となっている。

## 賞歴
- グッドデザイン賞（広告・PR手法分野、2020年）[1]